# 萊利鱷屬
萊利鱷屬（屬名：Rileyasuchus）是植龍目的一屬，生存於晚三疊紀瑞提階的英格蘭。萊利鱷的歷史非常複雜，過去曾經與Palaeosaurus與槽齒龍有關連，原本的屬名為Rileya，但已有一種膜翅目名為Rileya，因此改名為萊利鱷（Rileyasuchus）。

## 歷史與分類學
在1902年，德國古生物學家弗雷德里克·馮·休尼博士根據在布里斯托沉積層發現的兩個脊椎骨與一個肱骨，建立為新屬Rileya，屬於植龍目，並以英國古生物學家Henry Riley為名，這些化石與Palaeosaurus cylindrodon、Palaeosaurus platyodon、以及槽齒龍發現於同一地點。稍後在1908年，休尼認為P. platyodon的牙齒類似植龍類，因此歸類於Rileya platyodon。
在1961年，Oskar Kuhn將Rileya重新命名為萊利鱷（Rileyasuchus）。在1994年，阿德里安·亨特（Adrian Hunt）與提出萊利鱷應屬於艾雷拉龍科，但並未正式公佈。在2000年，麥可·班頓（Michael Benton）等人指出萊利鱷的模式標本其實是個嵌合體，由一個植龍類的肱骨，與槽齒龍的脊椎骨構成。萊利鱷的目前狀態為疑名。

## 古生物學
如同其他植龍目，萊利鱷是種半水生、類似鱷魚的掠食動物。

## 外部連結
- Rileyasuchus as herrerasaurid （页面存档备份，存于）
- https://web.archive.org/web/20070526192951/http://www.reference.com/browse/wiki/Palaeosaurus